# West Wendover
West Wendover es una ciudad ubicada en el condado de Elko en el estado estadounidense de Nevada. En el año 2000 tenía una población de 4721 habitantes y una densidad poblacional de 243,2 personas por km². Se encuentra al noreste del estado, junto a la frontera con Utah.

## Geografía
West Wendover se encuentra ubicada en las coordenadas 40°44′22″N 114°4′11″O / 40.73944, -114.06972.

## Demografía
Según la Oficina del Censo en 2000 los ingresos medios por hogar en la localidad eran de $34.116, y los ingresos medios por familia eran $34.297. Los hombres tenían unos ingresos medios de $23.281 frente a los $18.105 para las mujeres. La renta per cápita para la localidad era de $12.013. Alrededor del 16,9% de la población estaban por debajo del umbral de pobreza.